# Öckerö kommun
Öckerö kommun är en kommun i Västra Götalands län, i före detta Göteborgs och Bohus län. Centralort är Öckerö.
Kommunen utgörs av 10 bebodda öar och är jämte Gotland den enda kommun i Sverige som saknar fast landförbindelse och är beroende av färjetrafiken. Området har en artrik flora och fågelliv, men har problem med marint skräp.
Kommunen, som under perioden 2010 till 2022 styrdes av den borgerliga så kallade Öckeröalliansen, har en låg andel invånare med utländsk härkomst.

## Administrativ historik
Kommunens område motsvarar Öckerö socken där Öckerö landskommun bildades vid kommunreformen 1862.
I kommunen fanns följande municipalsamhällen, samtliga inrättade 3 september 1915 och upplösta 31 december 1959:
- Hönö municipalsamhälle, före 1933 benämnt Hönö-Klåva municipalsamhälle
- Hälsö municipalsamhälle
- Kalvsunds municipalsamhälle
- Källö-Knippla municipalsamhälle

Kommunreformen 1952 påverkade inte indelningarna i området.
Öckerö kommun bildades vid kommunreformen 1971 genom en ombildning av Öckerö landskommun.
Kommunen ingick från bildandet till 1974 i Sävedals domsaga och kommunen ingår sedan 1974 i Göteborgs domsaga.

## Geografi

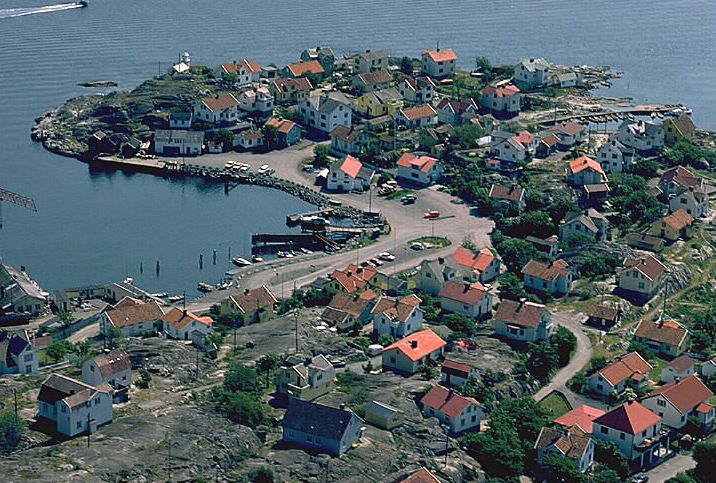
Flygfoto över Öckerö

Kommunen är belägen i de södra delarna av landskapet Bohuslän och i norra Kattegatt, väster om Göteborgs kommun och Kungälvs kommun, båda i före detta Göteborgs och Bohus län.
Öckerö brukar räknas till Göteborgs norra skärgård. Kommunen omfattar tio bebodda öar som alla ligger mellan Vinga och Marstrand. Öarna heter Grötö, Hyppeln, Källö-Knippla, Björkö, Fotö, Hälsö, Kalvsund, Rörö, Hönö och Öckerö. Övriga öar har ingen åretruntbefolkning. Hönö är den till ytan största av öarna och har den största befolkningen.
Öckerö är jämte Gotland den enda kommun i Sverige som saknar fast landförbindelse.

### Topografi och hydrografi
Kommunen består av tio större öar och ett stort antal mindre holmar och skär. Berggrunden består huvudsakligen av gnejs, med vissa förekomster av amfibolit. 
Två långsträckta moränryggar sträcker sig genom kommunen i nordnordvästlig riktning från Grötö och Hönö. Dessa ryggar, som är mellan 100 och 200 meter breda, är omgivna av svallgrus och klapperstensvallar, särskilt tydligt på Grötö. Landskapet domineras av kala klippformationer, men på de lösa jordlagren finns även torrängar, hedmarker och i skyddade områden lövskogar och tallskogar. Havsmiljön i kommunens östra delar, särskilt kring Öckerö, är påverkad av sötvattensutflödet från Göta älv och Nordre älv, och utgör viktiga reproduktionsområden för fisk och hummer. Bland sjöar återfinns Stora Ers vatten och Svarte mosse.
Nedan presenteras andelen av den totala ytan 2020 i kommunen jämfört med riket.
|  | Bebyggelse (24,2 %) |

|  | Skog (6,3 %) |

|  | Öppen myrmark (0,5 %) |

|  | Jordbruksmark (5,6 %) |

|  | Övrig mark (63,3 %) |

|  | Bebyggelse (3,1 %) |

|  | Skog (68,0 %) |

|  | Öppen myrmark (7,2 %) |

|  | Jordbruksmark (7,4 %) |

|  | Övrig mark (14,3 %) |

### Naturskydd
Området kring Bohuskusten är särskilt hårt drabbat av skräp från havet då flytande skräp på Nordsjön förs med vind och ytvattenströmmar till Skagerrak där skräpet samlas. Vid kraftig blåst kommer skräpet upp på ständerna och därför har strandstädning pågått i Öckerö kommun sedan 1992. Omkring 80 procent av allt skräp kommer från andra länder än Sverige.
Kommunen har två kommunala naturreservat, Ersdalen och Rörö. På den nordvästra delen av Hönö ligger Ersdalens naturreservat med bergiga och jordfattigt landskap. Floran är trots det karga landskapet relativt artrikt och innefattar bland annat dvärglin, ängsstarr, ävjebrodd och Jungfru Marie nycklar. Rörö naturreservat utgörs av större delen av ön med samma namn. Där består landskapet av buskage, gräs och klapperstensfält och fågelarter som skärpiplärka, törnsångare, hämpling och järnsparv trivs där.

### Administrativ indelning
Fram till 2016 var kommunen för befolkningsrapportering indelad i en enda församling, Öckerö församling. 

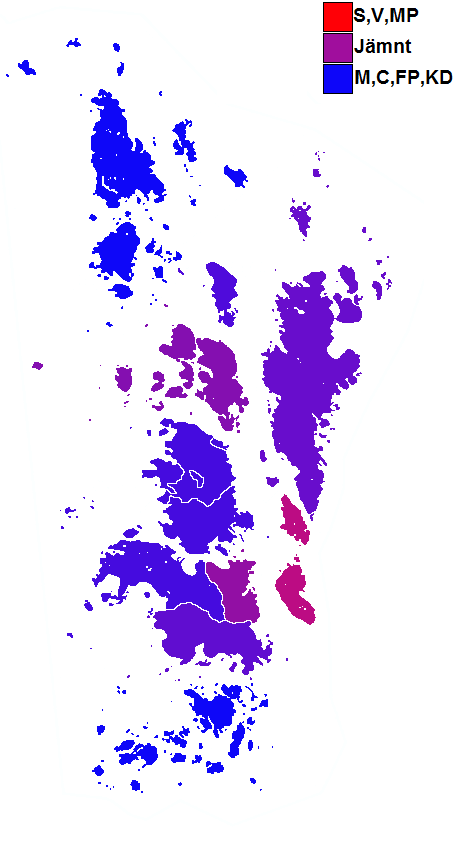
Öckerö kommuns valdistrikt

Från 2016 indelas kommunen i ett enda distrikt, Öckerö distrikt.

### Tätorter

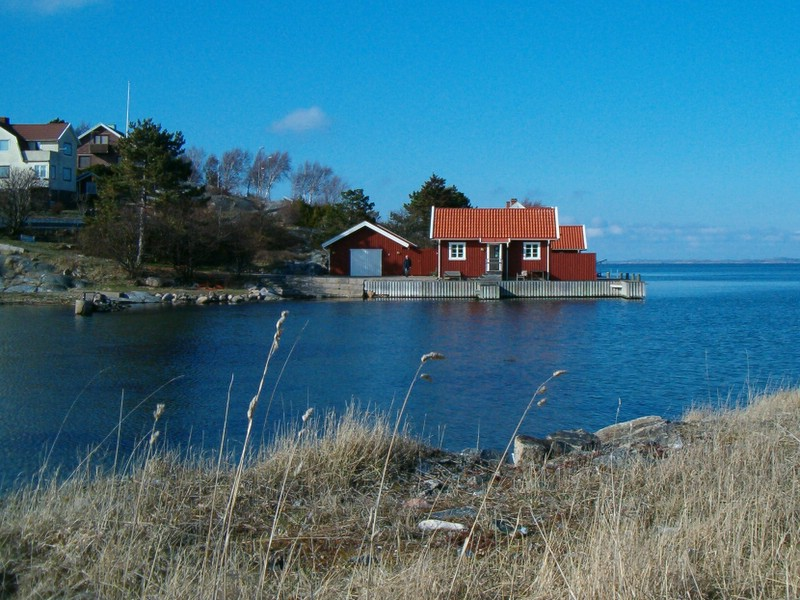
Hälsö

Det finns åtta tätorter i kommunen, dessa är Hönö, Öckerö, Björkö, Fotö, Hälsö, Källö-Knippla, Rörö och Kalvsund.

## Styre och politik

### Styre
Kommunen styrs sedan 2010 av Moderaterna, Kristdemokraterna och Liberalerna som ingår i den så kallade Öckeröalliansen.
| 1994-1998 | M  | KD | FP | C |
| 1998-2002 | S  | KD | FP | C |
| 2002-2006 | M  | KD |    |   |
| 2006-2010 | M  | KD | FP |   |
| 2010-2014 | M  | KD | FP |   |
| 2014-2018 | M  | KD | FP |   |
| 2018-2022 | KD | M  | L  |   |
| 2022-2026 | KD | M  | L  |   |

### Kommunfullmäktige

#### Presidium
| Presidium 2022–2026    | Presidium 2022–2026 | Presidium 2022–2026 |
| ---------------------- | ------------------- | ------------------- |
| Ordförande             | M                   | Andreas Rydbo       |
| Förste vice ordförande | KD                  | Martina Lindqvist   |
| Andre vice ordförande  | S                   | Jan Åke Simonsson   |

#### Mandatfördelning 1970–2022
| 9 | 7 | 12 | 3 | 10 |

| 36 |

|  | 8 | 8 | 9 | 4 | 11 |

| 37 |

| 11 | 7 | 8 | 4 | 11 |

| 33 | 8 |

| 11 |  | 6 | 7 | 5 | 11 |

| 32 | 9 |

| 12 | 2 | 3 | 5 | 5 | 14 |

| 36 |

|  | 13 | 2 | 7 | 5 | 13 |

| 34 | 7 |

| 12 | 3 | 2 | 6 | 6 | 12 |

| 30 | 11 |

| 11 | 4 |  |  | 4 | 8 | 12 |

| 32 | 9 |

|  | 14 | 4 |  | 3 | 7 | 11 |

| 24 | 17 |

| 2 | 11 | 2 |  | 3 | 10 | 12 |

| 27 | 14 |

| 2 | 12 | 2 | 4 | 10 | 11 |

| 28 | 13 |

|  | 11 | 3 | 4 | 10 | 12 |

| 27 | 14 |

|  | 9 | 3 |  | 7 | 7 | 13 |

| 26 | 15 |

| 2 | 9 | 3 | 3 | 4 | 9 | 11 |

| 25 | 16 |

| 2 | 8 | 3 | 4 | 4 | 11 | 9 |

| 25 | 16 |

| 2 | 9 | 2 |  | 5 | 3 | 10 | 9 |

| 23 | 18 |

### Nämnder

#### Kommunstyrelse
| Presidium 2022–2026    | Presidium 2022–2026 | Presidium 2022–2026 |
| ---------------------- | ------------------- | ------------------- |
| Ordförande             | KD                  | Jan Utbult          |
| Förste vice ordförande | M                   | Anders Kjellgren    |
| Andre vice ordförande  | S                   | Maria Brauer        |

#### Övriga nämnder
| Nämnd                                    | Ordförande | Ordförande          | Vice ordförande | Vice ordförande   | Andre vice ordförande | Andre vice ordförande |
| ---------------------------------------- | ---------- | ------------------- | --------------- | ----------------- | --------------------- | --------------------- |
| Utbildnings-, kultur- och fritidsnämnden | KD         | Robertho Settergren | L               | Pierre Åman       | S                     | Ronnie Bryngelsson    |
| Miljö- och samhällsbyggnadsnämnden       | KD         | Hans Wickstrand     | L               | Peter Domini      | S                     | Göran Olsson          |
| Socialnämnden                            | M          | Sandra Svensson     | KD              | Martina Lindqvist | S                     | Thomas Wijk           |
| Valnämnden                               | S          | Jan Ivar Ivarsson   | KD              | Johan Hamnebo     |                       |                       |

## Ekonomi och infrastruktur

### Näringsliv
I Öckerö kommun är småföretagandet en stark kraft vid sidan av den offentliga verksamheten. Det största företaget, Berg Propulsion AB, specialiserar sig på tillverkning av propellrar och spelar en betydande roll i näringslivet. Handel, tillverkningsindustri, fiske och byggverksamhet är de dominerande branscherna när det gäller sysselsättning. Fisket är en särskilt viktig näring och genererar inte bara arbetstillfällen direkt, utan även genom sidoverksamheter såsom varv och mekaniska verkstäder. Cirka hälften av Öckerös förvärvsarbetande invånare arbetar utanför kommunen, och från sysselsättningssynpunkt är Volvo Torslandaverken i Göteborgs kommun den viktigaste enskilda arbetsplatsen för många av dem. Kommunen har kommersiella hamnar, främst belägna på Öckerö och Hönö.

### Infrastruktur

#### Transporter
Kommunen nås med länsväg 155 via bilfärja på Hönöleden och Björköleden som trafikeras av Trafikverket Färjerederiet mellan Lilla Varholmen på Hisingen och Hönö respektive Björkö. Från Björkö går personfärja till Kalvsund, Grötö och Öckerö.
Från Hönö finns broar till Fotö och Öckerö, och från Öckerö finns bro vidare till Hälsö. Från Burö färjeläge på Hälsö går avgiftsfri bilfärja till de så kallade nordöarna, Källö-Knippla, Hyppeln och Rörö. Från centrala Göteborg finns bussförbindelser från Nils Ericsonterminalen till färjeläget Lilla Varholmen. Vissa bussar följer med färjan och fortsätter till hållplatser på Hönö och Öckerö.

#### Utbildning
Det finns åtta grundskolor i kommunen och dessa är belägna på sju av kommunens tio öar. Två av skolorna har högstadium – Brattebergskolan, årskurs 3-9 och Hedens Skola, årskurs 3-9.
Öckerö seglande gymnasieskola är kommunens enda gymnasium, med omkring 300 elever år 2022. Skolan drivs i kommunal regi.

## Befolkning

### Demografi

#### Befolkningsutveckling
Kommunen har 12 771 invånare (31 december 2024), vilket placerar den på 181:a plats avseende folkmängd bland Sveriges kommuner.
| Befolkningsutvecklingen i Öckerö kommun 1970–2020 | Befolkningsutvecklingen i Öckerö kommun 1970–2020 | Befolkningsutvecklingen i Öckerö kommun 1970–2020 | Befolkningsutvecklingen i Öckerö kommun 1970–2020 | Befolkningsutvecklingen i Öckerö kommun 1970–2020 |
| ------------------------------------------------- | ------------------------------------------------- | ------------------------------------------------- | ------------------------------------------------- | ------------------------------------------------- |
|                                                   |                                                   |                                                   |                                                   |                                                   |
| År                                                |                                                   |                                                   | Folkmängd                                         |                                                   |
| 1970                                              | 1970                                              |                                                   | 8 478                                             |                                                   |
| 1975                                              | 1975                                              |                                                   | 9 219                                             |                                                   |
| 1980                                              | 1980                                              |                                                   | 9 842                                             |                                                   |
| 1985                                              | 1985                                              |                                                   | 10 260                                            |                                                   |
| 1990                                              | 1990                                              |                                                   | 11 008                                            |                                                   |
| 1995                                              | 1995                                              |                                                   | 11 590                                            |                                                   |
| 2000                                              | 2000                                              |                                                   | 11 827                                            |                                                   |
| 2005                                              | 2005                                              |                                                   | 12 231                                            |                                                   |
| 2010                                              | 2010                                              |                                                   | 12 449                                            |                                                   |
| 2015                                              | 2015                                              |                                                   | 12 682                                            |                                                   |
| 2020                                              | 2020                                              |                                                   | 12 934                                            |                                                   |

#### Utländsk bakgrund
Den 31 december 2014 utgjorde antalet invånare med utländsk bakgrund (utrikes födda personer samt inrikes födda med två utrikes födda föräldrar) 688, eller 5,44 % av befolkningen (hela befolkningen: 12 645 den 31 december 2014). Den 31 december 2002 utgjorde antalet invånare med utländsk bakgrund enligt samma definition 536, eller 4,47 % av befolkningen (hela befolkningen: 11 981 den 31 december 2002).

#### Invånare efter de vanligaste födelseländerna
Följande länder är de 10 vanligaste födelseländerna för befolkningen i Öckerö kommun.
| Födelseland 31 december 2021 | Födelseland 31 december 2021 | Födelseland 31 december 2021 | Födelseland 31 december 2021 | Födelseland 31 december 2021 |
| ---------------------------- | ---------------------------- | ---------------------------- | ---------------------------- | ---------------------------- |
| Nr                           | Land                         | Antal                        | Andel                        | Andel i hela riket           |
| 1                            | Sverige                      | 11 989                       | 92,92 %                      | 80,00 %                      |
| 2                            | Norge                        | 61                           | 0,47 %                       | 0,39 %                       |
| 3                            | Finland                      | 51                           | 0,40 %                       | 1,31 %                       |
| 4                            | Tyskland                     | 50                           | 0,39 %                       | 0,51 %                       |
| 5                            | Thailand                     | 48                           | 0,37 %                       | 0,43 %                       |
| 6                            | Afghanistan                  | 45                           | 0,35 %                       | 0,60 %                       |
| 7                            | Storbritannien               | 44                           | 0,34 %                       | 0,31 %                       |
| 8                            | Syrien                       | 39                           | 0,30 %                       | 1,88 %                       |
| 9                            | Danmark                      | 31                           | 0,24 %                       | 0,37 %                       |
| 10                           | USA                          | 29                           | 0,22 %                       | 0,23 %                       |

## Kultur

### Kulturarv
Under vikingatiden tillhörde öckeröarna de norska kungarna och den delen av kustremsan som kallades Älvsyssel, med tingsplats där nuvarande Bohus fästning i Kungälv ligger. Senare under 1200-talet byggde kung Håkon Håkonsson av Norge hus på Öckerö eftersom han ofta låg där med sin flotta.
Vid mitten av 1700-talet gick sillen till, sillperioden, och fiskelägena blomstrade under ca 50 år.
På öarna påträffas ibland offerkast, lokalt kallade döingarösen. Detta eftersom den som påträffade ett ilandflutet lik var skyldig att täcka liket med stenar eftersom man inte kunde begrava liket i vigd jord då man inte visste om personen varit kristen. Enligt sägnen "måste man kasta en sten eller gren på rösena samtidigt som man säger ramsan Jag kastar en sten på dina gamla ben, där ska du ligga till domedag". I annat fall sägs det att den dödes osalige ande kommer hemsöka en.
Bland byggnadsminnen återfinns Bremerska villan som Ernst Bremer köpte 1927. Villan representerar typiska Bohuslänska kustnära företeelser som sillfisket och smugglingen, vilket är utmärkande för sekelskiftet 1900. Villan förklarades som byggnadsminne den 2 augusti 2004. Ett annat exempel är Stångmärket Valen, ett sjömärke från tidigt 1800-tal på ön Kalvsund. Sjömärket förklarades som byggnadsminne den 14 november 2006.

### Kommunvapen
Blasonering: I blått ett stim sillar av silver - ordnade tre, två, tre, två - och däröver en av en karvskura bildad ginstam av silver, belagd med en blå roddbåt.
Vapnet utformades av Svenska Kommunalheraldiska Institutet och antogs av Öckerö landskommun 1956, men fastställdes aldrig av Kungl Maj:t. Det registrerades hos PRV enligt det nyare regelverket år 1979 med den nuvarande blasoneringen, som skiljer sig något från den ursprungliga.